# Daytona USA
Daytona USA és un videojoc de curses desenvolupat per Sega AM2 i publicat per Sega, amb un llançament limitat el 1993, seguit d'un llançament complet el 1994. Va ser una de les màquines recreatives més famoses, Daytona USA va ser el primer títol de Sega a debutar amb la placa arcade Sega Model 2, i, en el moment de la seva publicació, es va considerar el videojoc de curses en 3D més detallat visualment. Comparat amb el predecessor amb gràfics de polígons d'ombra plana del Virtua Racing, el món en 3D del Daytona's va ser totalment recreat amb textures, donant-li un aspecte més realista. Daytona va ser un dels primers videojocs a funcionar amb polígons amb textures filtrades, proporcionant una qualitat gràfica detallada encara mai vista en un videojoc fins aleshores. En el mode d'un sol jugador, Daytona va mantenir una taxa de 60 fps consistents (frames per second), fins i tot amb múltiples oponents a la pantalla, superant la suavitat de moviment de l'únic altre joc de curses en el camp gràfic comparable, el Ridge Racer de Namco.
Una versió lleugerament actualitzada de Daytona USA va ser reeditat en arcades el 2010 com a Sega Racing Classic.
El 12 d'octubre de 2011 Sega va anunciar que el Daytona USA vindria a Xbox Live i PlayStation Network. Això també va marcar el retorn del nom original. El joc va sortir a la venda el 25 d'octubre a PlayStation Network, i el 26 d'octubre per a Xbox Live Arcade.

## Jugabilitat
El jugador competeix usant un automòbil de sèrie (similar a la NASCAR), solament comptant amb tres circuits per triar, així com pot optar per transmissió automàtica o manual. Per dificultar les coses, Daytona USA té límit de temps, on si no creua el punt de control o la línia de meta abans que s'acabi el temps, acaba la partida.
Cada màquina de videojocs compta amb cabines o habitacles de conducció simples o dobles, proveïts a cada cabina d'un volant que gràcies a un sistema de contrapesos i vibradors emula les vibracions i les "estirades" que un veritable acte transmetria, generant major realisme en el jugador. Compta amb dos pedals, un de fre i un accelerador, quatre botons de selector visual, que són parachoques, interior, exterior proper i exterior llunyà i una caixa del canvi de quatre marxes en forma de "H", situada a la dreta del volant.
cal esmentar que les cabines de joc poden variar segons el grau de realisme, des de les estàtiques, que tenen un seient regulable més l'abans esmentat, fins a cabines que gràcies a sistemes de suspensió hidràulica simulen els vaivens de l'automòbil al llarg de la carrera, tornant el joc molt més excitant i divertit.
En arcades HD, és possible connectar-se a Sega All.net i participar amb fins a 4 cabines dobles o 8 singles en simultani via web. Algunes cabines, originals o HD, poden comptar amb càmeres apuntant als seients i connectades a un circuit tancat de televisió per mostrar als jugadors en una pantalla separada. Les cabines que no compten amb càmeres, però sí amb 2 pantalles, solament es mostra als jugadors usant els gràfics en comptes de les càmeres.

### Modes de joc
El màxim de jugadors simultanis permès pel joc és 4 cabines dobles o 8 singles, però no s'han de barrejar les cabines originals amb les cabines HD. Sega Racing Classic solament suporta 4 jugadors. Existeix 3 maneres de joc en el menú opcions: Normal, Enduro i GP. Triar un d'aquestes maneres altera el nombre de voltes.
En la modalitat Multiplayer, és a dir, jugadors en cabines competeixen contra altres jugadors, la carrera és estrictament entre ells, i depenent de les opcions, poden no incloure vehicles controlats pel sistema.
En la modalitat original (d'un sol jugador), la carrera és de fins a 40 vehicles en competència, explicant al jugador i diversos vehicles controlats per CPU.

### Circuits
El joc inclou com a mínim tres circuits. En la versió deluxe de Saturn i PC es van agregar nous circuits, canviant de nom els 3 primers. Daytona Championship USA compila tots els circuits de lliuraments anteriors i agreguen nous circuits incloent Daytona International Speedway.
Nota: per al primer circuit, els vehicles inicien amb la màxima velocitat possible i creuar la línia de meta abans de la primera volta inicia la competència. Pels altres circuits, apareix un comptador d'inici.

### Versions
cal esmentar que les versions per SEGA Saturn i PC té diverses diferències amb la versió per a màquines de locals de videojocs. La qualitat gràfica és molt menor, però en la versió anomenada Daytona USA Deluxe s'inclouen més pistes, la possibilitat de modificar les característiques de les actuacions, i també de triar entre diverses actuacions per jugar.
Si bé les arcades corrien a 60FPS fins i tot en multiplayer, la primera versió de Saturn tenia baix framerate (solament 20FPS). La versió Deluxe va augmentar el framerate a 30FPS. Totes les versions casolanes suporten volants i gamepads.
Una segona versió arcade llançada el 1996 es va redissenyar la cabina. En comptes de cabines dobles, solament va aparèixer en una sola cabina sinple.
En Xbox 360 i PlayStation 3, Daytona USA va aparèixer via online, amb gràfics de la primera arcade HD i noves funcions, com a trofeus, 30 desafiaments, música reorquestrada i karaoke.
Hi ha 2 versions HD de Daytona USA, la primera reanomenada a Sega Racing Classic i la segona és Daytona Championship USA. Ambdues funcionen amb Sega All.net, però també és compatible amb la connexió ad-hoc. Sega Racing Classic omet la lletra "Let's Go Away" present en la intro i en el circuit Dinosaur Canyon a causa de problemes de llicència.

## Desenvolupament
El desenvolupament de Daytona USA va començar en 1993.
En iniciar 1995, la divisió Sega AM2 per Saturn es va dividir en 3 equips de desenvolupament. A cada equip va intentar portejar de forma independent els 3 jocs: Virtua Fighter 2, Virtua Cop i Daytona USA. A causa de retards en el desenvolupament, un petit grup d'integrants de l'equip Virtua Fighter 2 va ser reasignat a Daytona USA i així completar-ho a l'abril de 1995.
La banda sonora de Daytona USA va ser creada per Takenobu Mitsuyoshi, que també va fer les veus. La versió original arcade sonava totes les cançons i efectes en el xip Yamaha, incloent els tambors i les veus de Mitsuyoshi. Per a la versió de Saturn i següents lliuraments, totes les cançons van ser reorquestrades amb instruments reals i les lletres van ser recantades per cada pista d'àudio en la banda sonora original.

## Curiositats
- En el mode Multiplayer, les actuacions comandades per la CPU són tots iguals (Violetes i amb el N° 99), Posats a manera d'entorpir l'acompliment dels corredors humans

- El cotxe del Player 1 (vermell), és un personatge secret del joc Fighters Megamix, crossover dels jocs de lluita de Sega. El cotxe s'anomena "Hornet" i està recolzat sobre les seves rodes posteriors i amb la carrosseria d'esquena. A més, la seva seu de combat és un ring delimitat per guardarrails dins de la pista "Beginner".

- A Argentina, el programa de cable Nivel X (Emès pel canal de cable Magic Kids entre mitjans dels 90 i inicis dels 2000), celebrava mensualment un torneig de Daytona USA el qual competien de 8 jugadors en diferents centres recreatius del país. El guanyador obtenia com a premis les consoles d'última generació de l'època (Nintendo 64, Nintendo Game Cube), i els restants integrants del podi es portaven consoles de menor tecnologia (PlayStation, Sega Dreamcast i Sega Genesis). Avui dia amb la discontinuïtat del programa, cada centre recreatiu sol realitzar torneigs usant aquest joc amb premis varis.